# آندره فردریک کورنان
آندره کورنان (انگلیسی: André Frédéric Cournand؛ ۲۴ سپتامبر ۱۸۹۵ – ۱۹ فوریهٔ ۱۹۸۸) یک دانشمند در زمینه فیزیولوژی اهل فرانسه بود.
وی برنده جوایزی همچون جایزه نوبل فیزیولوژی و پزشکی شده است.